# Schismatoglottis
Schismatoglottis es un género de plantas con flores de la familia Araceae.
Es un género de 100 a 120 especies de plantas.  Los miembros del género son similares en apariencia y hábito de crecimiento a los del género Homalomena, pero los dos géneros no están estrechamente relacionados.  La diferencia principal es que las hojas de Schismatoglottis no son aromáticas. Se encuentran principalmente en las zonas tropicales de Asia, pero hay algunas especies autóctonas de las Américas.

## Taxonomía
El género fue descrito por Zoll. & Moritzi in Heinrich Zollinger y publicado en Systematisches Verzeichniss der von H. Zollinger in den Jahren 1842--1844 83. 1846. La especie tipo es: Schismatoglottis calyptrata

## Especies seleccionadas
- Schismatoglottis beccariana
- Schismatoglottis brevicuspis
- Schismatoglottis brevipes
- Schismatoglottis calyptrata
- Schismatoglottis homalomenoidea
- Schismatoglottis lancifolia
- Schismatoglottis longifolia
- Schismatoglottis mutata
- Schismatoglottis neoguineensis
- Schismatoglottis parviflora
- Schismatoglottis picta
- Schismatoglottis tecturata